# San Rafael del Yuma (distrito)
San Rafael del Yuma es una localidad de 17 886 habitantes, situada en el municipio de San Rafael del Yuma, en la provincia de La Altagracia, República Dominicana.

## Demografía
La población total en el municipio de San Rafael del Yuma, según datos del IX Censo Nacional de Población y Vivienda 2010, de la Oficina Nacional de Estadística (ONE), es de 21 967 habitantes. De estos, 12 094 son hombres y 9 873 son mujeres. Estos datos se distribuyen de la siguiente manera: San Rafael del Yuma: 17 886 habitantes: 9 901 hombres y 7 985 mujeres; Boca de Yuma (D. M.): 1 821 habitantes: 954 hombres y 867 mujeres; Bayahíbe (D. M.): 2 260 habitantes: 1 239 hombres y 1 021 mujeres.